# Монолатій Іван Сергійович
Іва́н Сергійович Монолатій (нар. 20 грудня 1976, Коломия) — український науковець, історик, почесний краєзнавець України. Кандидат історичних наук, доктор політичних наук, професор, почесний громадянин міста Коломиї, академік Академії наук вищої школи України, дійсний член Наукового Товариства імені Шевченка.

## Життєпис
Навчався в Коломийській середній школі № 1 імені В. Стефаника (1984—1991), закінчив Коломийську гімназію імені М. Грушевського (1994), з відзнакою історичний факультет Прикарпатського університету імені Василя Стефаника (1999), філософічний факультет Українського Вільного Університету у Мюнхені (2001).
Працював музейним працівником, завідувачем відділу науково-дослідницької роботи музею історії міста Коломиї (1993—1994, 1997—2001), керівником гуртка краєзнавства Івано-Франківського відділення МАН України (1998), викладечем Коломийського педагогічного коледжу (2000—2001), вчителем історії Коломийської гімназії ім. М. Грушевського (2001—2002), доцентом та заступником декана Інституту управління природними ресурсами (2001—2002), доцентом кафедри політології Прикарпатського національного університету ім. В. Стефаника (2002—2011), директором Наукового центру дослідження українського національно-визвольного руху цього вишу (2007—2008).
З квітня 2011 року працює професором кафедри політології Факультету історії, політології і міжнародних відносин того ж університету. Був запрошеним лектором на наукових семінарах НаУКМА та УКУ. З 1 січня 2025 р. — завідувач кафедри політичних наук у Прикарпатському національному університеті ім. Василя Стефаника.
Рецензії і відгуки на монографії Івана Монолатія були надруковані у часописах «Критика», «Україна модерна», «Український історичний журнал», «Палітычная сфера», «Jahrbücher für Geschichte Osteuropas».
Праці І. Монолатія опубліковані українською, англійською, німецькою, польською і хорватською мовами.

## Наукова кар'єра
Науковий ступінь кандидата історичних наук отримав за дисертацію «Соціально-економічне становище та культурний розвиток німців у Галичині (1772—1923 рр.)» (науковий керівник — проф. Юрій Терещенко) (Інститут історії України НАН України, м. Київ, 2002).
Науковий ступінь доктора політичних наук отримав за дисертацію «Інституціоналізація та діяльність етнічних політичних акторів в Австро-Угорщині (на прикладі Галичини і Буковини)» (науковий консультант — проф. Максим Гон) (Чернівецький національний університет імені Юрія Федьковича, 2011).
Має вчене звання професора кафедри політології (2012). Підготував двох кандидатів політичних наук та доктора філософії в галузі соціальних та поведінкових наук.

## Праці
- Коломиєзнавство. Нариси з історії Коломиї (1996, 2016) [Архівовано 21 жовтня 2020 у Wayback Machine.]
- Коломия в часи Західно-Української Народної Республіки [Архівовано 23 березня 2020 у Wayback Machine.] (2000)
- Мюнхенська школа історії України (1946—1991). Історіографічне дослідження (2000) (у співавт.)
- Німці у Галичині (1772—1923): координати німецько-українських взаємин (2001)
- Від контактів до співпраці: соціально-економічне становлення та культурний розвиток німців у Галичині (1772—1940). Частина І: Австрійський період — ЗУНР (2002)
- Яків Оренштайн і проблема міжнаціональних відносин в Галичині (2003)
- Нариси з історії та культури євреїв України (2005) (у співавт.) [Архівовано 30 січня 2020 у Wayback Machine.]
- Особливості міжетнічних взаємин в західноукраїнському регіоні в Модерну добу (2007) [Архівовано 23 березня 2020 у Wayback Machine.]
- Жити і давати жити іншим. Німецький дискурс західноукраїнської етнополітичної сфери [Архівовано 28 березня 2020 у Wayback Machine.] (2008)
- Українські легіонери. Формування та бойовий шлях Українських Січових Стрільців, 1914—1918 рр. (2008) [Архівовано 10 березня 2022 у Wayback Machine.]
- Західно-Українська Народна Республіка 1918—1923 рр. Ілюстрована історія (2008) (у співавт.)
- Цісарська Коломия 1772—1918 рр. Драма на три дії з життя другого міста Галичини габсбурзької доби (2010) [Архівовано 25 березня 2020 у Wayback Machine.]
- Разом, але майже окремо. Взаємодія етнополітичних акторів на західноукраїнських землях у 1867—1914 рр. (2010) [Архівовано 22 жовтня 2020 у Wayback Machine.]
- Міжгрупові інтеракції в етнополітологічному дискурсі: проблеми теорії та методології (2011)
- Ukraińscy Strzelcy Siczowi 1914—1918 (2011)
- Інші свої. Політична участь етнічних акторів пізньогабсбурзьких Галичини і Буковини (2012) [Архівовано 14 серпня 2020 у Wayback Machine.]
- Моє місто: хрестоматія з історії Івано-Франківська (2012, ідея і упорядкування)
- Viribus Unitis? Dylematy (współ)istnenia narodów Galicji Habsburskiej (2013)
- Wprowadzenie do studiów wschodnioeuropejskich. Tom 2: Ukraina i Białoruś: przeszłość i współczesność ziem między Rzeczpospolitą a Rosją (2013, у співавт.) [Архівовано 15 грудня 2017 у Wayback Machine.]
- Razem czy osobno? Dwadzieścia lat stosunków polsko-ukraińskich (2013, у співавт.)
- Місто без властивостей. Коломийська фуга Великої війни (2014)
- Together, But Almost Alone? On the Ethno-Political Aspects of Interethnic Interactions of West-Ukrainian Lands in 1867—1914 (2014)
- Politische Partizipation von ethnischen Akteuren im Vielvölkerstaat: Erfahrungen von Galizien und der Bukowina in der Donaumonarchie (2014)
- Вічний жид з Коломиї. «Українець» Мойсеєвого визнання Яків Саулович Оренштайн (2015) [Архівовано 14 серпня 2020 у Wayback Machine.]
- Metropolia versus Peripheria. Studia nad etno- i geopolityką dawnych Kresów Wschodnich I Rzeczypospolitej na przełomie XIX i XX wieku (2015)
- Myśl polityczna współczesnej Ukrainy: sto lat w poszukiwaniu nowego państwa [Архівовано 23 березня 2020 у Wayback Machine.] (2015)
- У кігтях двоглавих орлів. Творення модерної нації. Україна під скіпетрами Романових і Габсбургів [Архівовано 12 березня 2022 у Wayback Machine.] (2016, у співавт.)
- Національна ідентифікація українців Галичини у XIX — на початку XX століття (2016, у співавт.)
- Od Mykoły Chwylowego do Tarasa Prochaśki: europejskie wartości Ukrainy w wizji współczesnych ukraińskich pisarzy [Архівовано 23 березня 2020 у Wayback Machine.] (2016)
- «Коломия без жидів»: дилеми поведінки «страхітливо нормальних людей» крізь призму літератури та ЗМІ (2016) [Архівовано 20 квітня 2022 у Wayback Machine.]
- Хрестоматія з історії Коломиї [Архівовано 8 травня 2021 у Wayback Machine.] (2016, ідея і упорядкування)
- Etnonacionalna i etnosocijalna struktura stanovništva zapadnoukrajinskih zemalja [Архівовано 15 березня 2022 у Wayback Machine.] (2017)
- Funkcionalnost dihotomije «svoj» — «tuđi» [Архівовано 15 березня 2022 у Wayback Machine.] (2017)
- Діри пам'яті. Як пам'ятаючи, місто забуває [Архівовано 16 березня 2022 у Wayback Machine.] (2017)
- Перша республіка. Коломия в часи ЗУНР [Архівовано 15 березня 2022 у Wayback Machine.] (2017)
- Місто двох республік і диктатури. Коломийські сцени Української революції [Архівовано 1 листопада 2020 у Wayback Machine.] (2018)
- Від Донецька до Перемишля. Як сучасна література «пам'ятає» українські міста [Архівовано 30 серпня 2020 у Wayback Machine.] (2019)
- Yakiv Orenstein: An Expatriated Ukrainophil from Galicia (2019) [Архівовано 5 березня 2022 у Wayback Machine.]
- Między autonomią a państwowością. Próby instytucjonalizacji struktur przedstawicielskich i wykonawczych w Ukrainie po I wojnie światowej (2019)
- До питання про характер (не)революційного руху на Східній Галичині у 1918 р. (2019) [Архівовано 12 липня 2020 у Wayback Machine.]
- Документи тожсамости (2019, прозова збірка)
- Коломиєзнавчий лекторій. Зшиток 1: З найдавніших часів до початку XIX сторіччя [Архівовано 15 березня 2022 у Wayback Machine.] (2019)
- Сила ЗУНР: вибрані питання потенціалу, безпеки і дипломатії держави [Архівовано 15 березня 2022 у Wayback Machine.] (2020)
- Переможене горе. Мнемонічні фігури (без)державної літератури [Архівовано 15 березня 2022 у Wayback Machine.] (2020)
- W Europie, obok Europy, dzięki Europie. Dylematy historii, polityki i bezpieczeństwa Ukrainy (2020)
- Зоосад революції. Західноукраїнська державність 1918—1923 рр. і теорії випадковостей ХХ — початку XXI ст [Архівовано 16 квітня 2021 у Wayback Machine.]. (2020)
- «Чорні лебеді» Української революції: (не)ймовірні випадки західноукраїнської державності (2020)
- П'ять зшитків Євгенових. Молоде життя Євгена Побігущого-Рена [Архівовано 24 червня 2021 у Wayback Machine.] (2021)
- Homo Militaris Євген Побігущий-Рен. Історія українського офіцера в чотирьох арміях і трьох війнах [Архівовано 21 липня 2021 у Wayback Machine.] (2021)
- Євген Побігущий-Рен. Слово офіцера-громадянина. Вибрані публікації, рукописи, виступи, листування (упор., наук. ред.) [Архівовано 24 жовтня 2021 у Wayback Machine.] (2021)
- Альбом снів: вибрані вірші польських поетів у перекладах Івана Монолатія (2021)
- Етнопериферійність. Участь суб'єктів західноукраїнської етнополітичної сфери в міжетнічній взаємодії, міждержавних конфліктах і культурі пам'яти (2022)
- Торговиця совістей: образки (2022, прозова збірка)
- Макогін псевдо Розумовський. Уявлена українська людина (2023)
- Винайдення Коломиї. Від правіків до Весни народів (2023)
- Творення Коломиї. Від Листопадового зриву 1918 р. до румунської і польської окупації 1919 р. (2023)
- Свято Героїв. Від Святослава Хороброго до Кіборгів (упорядкування) (2024)
- УСС. Ідея і чин (серія: УСС. 1914—2024, ч. 4) (2024)
- Відкриття Коломиї. Від доби автономії Галичини до Великої війни 1914—1918 рр. (2024)
- «Метрика міста Коломиї» XVIII століття (дослідження, метричні записи, реєстр прізвищевих назв) (2025)
- Виконавець слова. Яків Оренштайн. Український видавець на перехрестях культур, ідеологій та політики (Дух і Літера, 2025)

## Відзнаки і нагороди
- Грамота виконавчого комітету Івано-Франківської міської ради (2025)
- Відзнака міського голови Івано-Франківська - нагрудний знак "Гордість Івано-Франківської територіальної громади" (2025)
- Відзнака краєзнавчих досягнень Івано-Франківської обласної організації НСКУ «Михайло Іванович Головатий» (2024)
- Ювілейна відзнака Івано-Франківської обласної ради «Легіон УСС — 110» — до 110-річчя формування Легіону Українських січових стрільців (2024)
- Лауреат Премії імені Леся Танюка «За збереження історичної пам'яті» — "за багаторічну освітню, дослідницьку та популяризаторську діяльність, особливу увагу до функціонування козацького міфу на тлі суперечливої історії міжвоєнного часу, вивчення українства як глобальної нації та книжку «Макогін псевдо Розумовський. Уявлена українська людина» (2024)
- Академічна нагорода імені Василя Стефаника (номінація «Найкраща монографія») (2024)
- Медаль Наукового товариства імені Шевченка (2023)
- Нагрудний знак коломийського міського голови «За відданість громаді» (2023)
- Ювілейна відзнака івано-франківського міського голови «80 років УПА» (2022)
- Третя премія Літературно-наукового конкурсу імені Воляників-Швабінських 2021 року Фундації Українського Вільного Університету за книжку «Переможене горе. Мнемонічні фігури (без)державної літератури»
- Ювілейна медаль «30 років незалежності України»
- Почесний краєзнавець України (2021)
- Коломийська міська літературна премія імені Тараса Мельничука 2021 року за збірку «Документи тожсамости»
- Міська премія імені Івана Франка в галузі літератури та журналістики (Івано-Франківськ) 2021 року за книжку "Переможене горе. Мнемонічні фігури (без)державної літератури (номінація «Література»)
- Премія імені Василя Стефаника 2021 року за книжку «Від Донецька до Перемишля. Як сучасна література пам'ятає українські міста» (номінація «Проза»)
- Почесна відзнака Чернівецької обласної державної адміністрації Вдячна Буковина (2020)
- Відзнака Президента України — Хрест Івана Мазепи (19 травня 2018) — за вагомий особистий внесок у розвиток вітчизняної науки, зміцнення науково-технічного потенціалу України, багаторічну сумлінну працю та високий професіоналізм[2]
- Медаль Івано-Франківської обласної ради до 100-річчя проголошення Західно-Української Народної Республіки (2018);
- Медаль За заслуги перед Коломийщиною Коломийської районної ради і Коломийської РДА (2017)
- Почесний громадянин міста Коломиї (2016)
- Медаль За заслуги Прикарпатського національного університету імені Василя Стефаника (2016)
- Відзнака Коломийського міського голови (2015)
- Відзнака За добру справу незалежного культурологічного часопису Ї (2007)